# Thaise voetbalbond
De Thaise voetbalbond of Football Association of Thailand (FAT) is de voetbalbond van Thailand.
De voetbalbond werd opgericht in 1916 en is tevens lid van de Aziatisch voetbalbond (AFC) en sinds 1984 lid van de Zuidoost-Aziatische voetbalbond (AFF). In 1925 werd de bond lid van de FIFA. Het hoofdkantoor staat in de hoofdstad, Bangkok. De voetbalbond is onder andere  verantwoordelijk voor het Thais voetbalelftal en de hoogste nationale voetbalcompetitie, de Thai League 1.

## President
In januari 2022 was de president Somyot Poompanmoung.